# Margareta Klobučar
Margareta Klobučar (* 1977 in Sisak, Jugoslawien) ist eine kroatische Sopranistin

## Leben
Klobučar begann ihre Gesangsausbildung im Alter von 13 Jahren bei Marica Pernar in der Musikschule Fran Lhotka in Sisak. Sie absolvierte an der Universität für Musik und darstellende Kunst Wien sowie in an der Universität für Musik und darstellende Kunst Graz ihr Gesangsstudium.
Ihr Debüt hatte Klobučar in der Wiener Kammeroper als Euridice in Christoph Willibald Glucks Orfeo ed Euridice. Von 2001 bis 2015 war sie Ensemblemitglied in der Oper in Graz, an der sie 42 Partien sang. Sie hatte Gastauftritte in Bregenz, Budapest, Freiberg, Leipzig, Linz, Mörbisch am See, Passau, Stuttgart und Zagreb.  Neben ihren Bühnenauftritten singt sie in Konzerten und Liederabenden.

## Diskographie
- Leoš Janáček: Das schlaue Füchslein. In teschisch, mit Wolfgang Bankl, Brian Bannatyne-Scott, Bernarda Bobro, Peter Coleman-Wright, Brian Galliford, Magdalena Anna Hofmann, Margareta Klobucar, Nataliya Kovalova, Stefanie Krahnenfeld, Stefan Margita, Sigrid Martikke, Thomas Morris, Tobias Schnabel, Ildiko Szönyi, Prager Philharmonischer Kinderchor, Moscow Chamber Choir Gemischter unter Vladimir. Wiener Symphoniker Orchester unter Dirigent Vladimir Fedoseyev. VMS 2003.[5]
- Franz von Suppè: Extremum Judicum. Mit Margareta Klobučar, Dshamilja Kaiser, Taylan Reinhard, Wilfried Zelinka, Chor und Extrachor der Oper Graz, Grazer Philharmonisches Orchester unter Dirigent Adriano Martinolli D’Arcy. cpo 2012.
- Richard Heuberger: Der Opernball. Mit Alexander Kaimbacher, Gerhard Ernst, Ivan Oreščanin, János Mischuretz, Lotte Marquardt, Margareta Klobučar, Martin Fournier, Nadja Mchantaf, Sieglinde Feldhofer, Chor der Oper Graz, Grazer Philharmonisches Orchester unter Dirigent Marius Burkert. cpo 2017.